# Campeonato Mundial de Gimnasia Artística de 1958
El XIV Campeonato Mundial de Gimnasia Artística se celebró en Moscú (Unión Soviética) entre el 6 y el 10 de julio de 1958 bajo la organización de la Federación Internacional de Gimnasia (FIG) y la Federación Soviética de Gimnasia.

## Resultados

### Masculino
| Evento                 | Oro | Plata                                                                                               | Bronce |
| ---------------------- | --- | --------------------------------------------------------------------------------------------------- | --- |
| Concurso completo ind. | Boris Shakhlin Unión Soviética 116,05 pts.                                                                      | Takashi Ono Japón 115,60 pts.                                                                       | Yuri Titov Unión Soviética 115,45 pts.                                                                    |
| Suelo                  | Masao Takemoto Japón 19,550                                                                                     | Takashi Ono Japón 19,500                                                                            | Yuri Titov Unión Soviética 19,400                                                                         |
| Caballo con arcos      | Boris Shakhlin Unión Soviética 19,550                                                                           | Pavel Stolbov Unión Soviética 19,375                                                                | Miroslav Cerar Yugoslavia 19,350                                                                          |
| Anillas                | Albert Azarian Unión Soviética 19,875                                                                           | Nobuyuki Aihara Japón 19,475                                                                        | Yuri Titov Unión Soviética 19,400                                                                         |
| Salto de potro         | Yuri Titov Unión Soviética 19,350                                                                               | Masao Takemoto Japón 19,150                                                                         | Takashi Ono Japón 19,125                                                                                  |
| Paralelas              | Boris Shakhlin Unión Soviética 19,650                                                                           | Takashi Ono Japón 19,500                                                                            | Pavel Stolbov Unión Soviética 19,450                                                                      |
| Barra fija             | Boris Shakhlin Unión Soviética 19,575                                                                           | Albert Azarian Unión Soviética 19,350                                                               | Yuri Titov Unión Soviética / Masao Takemoto Japón 19,300                                                  |
| Concurso por equipos   | Unión Soviética Albert Azaryan Valentin Lipatov Valentin Muratov Boris Shakhlin Pavel Stolbov Yuri Titov 575,45 | Japón Nobuyuki Aihara Akira Kono Takashi Ono Masao Takemoto Katsumi Terai Shinsaku Tsukawaki 572,60 | Checoslovaquia Jaroslav Bím Ferdinand Daniš Pavel Gajdoš Karel Klečka Jindřich Mikulec Josef Škvor 549,30 |

### Femenino
| Evento                 | Oro | Plata | Bronce |
| ---------------------- | --- | --- | --- |
| Concurso completo ind. | Larissa Latinina Unión Soviética 77,464 pts.                                                                       | Eva Bosáková Checoslovaquia 76,332 pts.                                                                                 | Tamara Manina Unión Soviética 76,167 pts.                                                                  |
| Suelo                  | Eva Bosáková Checoslovaquia 19,400                                                                                 | Larissa Latinina Unión Soviética 19,333                                                                                 | Keiko Tonaka Japón 19,199                                                                                  |
| Salto de potro         | Larisa Latinina Unión Soviética 19,233                                                                             | Sofia Muratova Unión Soviética / Lidia Kalinina Unión Soviética / Tamara Manina Unión Soviética 19,100                  | |
| Barras asimétricas     | Larissa Latinina Unión Soviética 19,499                                                                            | Eva Bosáková Checoslovaquia 19,300                                                                                      | Polina Astakhova Unión Soviética 19,199                                                                    |
| Barra                  | Larissa Latinina Unión Soviética 19,399                                                                            | Sofia Muratova Unión Soviética 19,099                                                                                   | Keiko Tonaka Japón 19,066                                                                                  |
| Concurso por equipos   | Unión Soviética Polina Astakhova Raisa Borisova Lidia Ivanova Larisa Latynina Tamara Manina Sofia Muratova 381,620 | Checoslovaquia Eva Bosáková Věra Čáslavská Anna Marejková Matylda Matoušková Ludmila Švédová Adolfina Tkačíková 371,855 | Rumania Elena Mărgărit Atanasia Ionescu Sonia Iovan Emilia Vătășoiu Elena Săcălici Elena Leuşteanu 367,020 |

## Medallero
| Núm. | País           | Oro | Plata | Bronce | Total |
| ---- | -------------- | --- | ----- | ------ | ----- |
| 1    | URSS           | 12  | 7     | 7      | 26    |
| 2    | Japón          | 1   | 6     | 4      | 11    |
| 3    | Checoslovaquia | 1   | 3     | 1      | 4     |
| 4    | Rumania        | 0   | 0     | 1      | 1     |
| 4    | Yugoslavia     | 0   | 0     | 1      | 1     |
|      | TOTAL          | 14  | 16    | 14     | 44    |